# Evžen Snítilý
Evžen Snítilý (* 2. května 1954 Svitavy) je český politik, v letech 1996–2010 poslanec Poslanecké sněmovny, do roku 2008 za Českou stranu sociálně demokratickou, po vyloučení ze strany kvůli podpoře Václava Klause v prezidentské volbě roku 2008 jako nezařazený poslanec.

## Životopis
Narodil se ve Svitavách v učitelské rodině. V roce 1973 absolvoval gymnázium v Blansku a dva semestry Pedagogické fakulty dnešní Univerzity v Hradci Králové. Poté pracoval v Transportě Chrudim. V letech 1976–1978 vykonával základní vojenskou službu v Litoměřicích. Později se odstěhoval do Dobrušky, kde pracoval v místní cihelně.
Dne 29. listopadu 1989 založil místní organizaci ČSSD a stal se jejím předsedou. V městském výboru Dobrušky působil jako radní pro místní a sociální politiku. Později se stal tajemníkem okresního a pak i krajského sekretariátu ČSSD. V komunálních volbách roku 1994 neúspěšně kandidoval do zastupitelstva města Dobruška za ČSSD. Zvolen sem byl v komunálních volbách roku 1998. Pak přesídlil do Náchoda, kde v komunálních volbách roku 2002 a komunálních volbách roku 2006 neúspěšně kandidoval do tamního zastupitelstva.
Ve volbách v roce 1996 byl zvolen do poslanecké sněmovny za ČSSD (volební obvod Východočeský kraj). Mandát ve sněmovně obhájil ve volbách v roce 1998, volbách v roce 2002 a volbách v roce 2006. V letech 1996–2006 byl členem výboru pro veřejnou správu, regionální rozvoj a životní prostředí (v letech 2002–2006 jako jeho předseda). V období let 2006–2010 byl místopředsedou výboru pro veřejnou správu a regionální rozvoj.

### Volba prezidenta v roce 2008
Snítilý na sebe upozornil především během prezidentské volby v roce 2008, kdy v první volbě nevolil Jana Švejnara, na jehož podpoře se usnesl poslanecký klub ČSSD. Před třetím kolem první volby Snítilý zkolaboval a musel být převezen do nemocnice. Předseda ČSSD Jiří Paroubek vyjádřil názor, že se zhroutil pod nátlakem členů ODS, kteří prý na něj tlačili, aby volil jejich kandidáta Václava Klause. ODS toto popírala a tvrdila, že nátlak na Snítilého vytvářeli sociální demokraté.
Dne 15. února 2008, před druhou volbou prezidenta, bez bližšího zdůvodnění oznámil, že bude volit kandidáta ODS Václava Klause. Téhož dne byl vyloučen z poslaneckého klubu ČSSD. Prohlásil však, že nadále bude nezařazeným poslancem, který bude hlasovat stejně jako ČSSD.